# Mord im Orient-Express (2001)
Mord im Orient-Express (Originaltitel: Murder on the Orient Express) ist ein amerikanischer Kriminalfilm des Regisseurs Carl Schenkel aus dem Jahr 2001 nach dem gleichnamigen Roman von Agatha Christie aus dem Jahr 1934. Die Handlung ist in die Zeit der Filmveröffentlichung verlegt worden, sodass moderne Elektronikgeräte wie Handys, PDA, Videorekorder und Laptops zu sehen sind.

## Inhalt
Der Film beginnt mit einem Polizeieinsatz und der Verhaftung eines Waffenhändlers in einem Club. Dort entlastet Hercules seine heimliche Liebe, die russische Prinzessin Vera Rossakoff, vom Mordverdacht. Die Faszination der beiden aneinander verleitet Rossakoff dazu, Poirot einen Heiratsantrag zu machen. Dieser ist überfordert und lehnt ab.
Wenig später auf dem Weg zum Hotel auf einem Basar hört er ein verdächtiges Gespräch zwischen Bob Arbuthnot und Mary Debenham. Im Hotel angekommen, trifft er in der Empfangshalle auf seinen alten Bekannten und Freund Wolfgang Bouc, welcher Direktor der Compagnie Internationale des Wagons-Lits und Betreiber des Orient-Express ist. Immer noch in der Empfangshalle erhält der gerade eintreffende amerikanische Millionär Samuel Edward Ratchett einen Telefonanruf, in dem gegen ihn eine Morddrohung ausgesprochen wird. Bouc konnte Poirot im letzten Moment ein Abteil beschaffen und so beginnt die Reise im Orient-Express.
In der ersten Nacht erhält Ratchett von einem Unbekannten ein Päckchen mit einer Videokassette. Lauthals macht er im Speisewagen seinen Diener und Sekretär MacQueen verantwortlich, dass er den Absender des Päckchens nicht herausfinden konnte. Nach dem Abendessen bittet Ratchett Poirot um eine Unterredung. Er möchte den Detektiv engagieren, weil er sein Leben in Gefahr sieht. Poirot findet Ratchett unerträglich und lehnt ab.
Während der zweiten Nacht muss der Zug anhalten, als ein Erdrutsch die Strecke blockiert. Am nächsten Morgen wird Ratchett erstochen aufgefunden.
Da rund um den Zug keine Fußspuren sichtbar sind und die Türen zu den anderen Wagen verschlossen waren, scheint der Mörder immer noch unter den Passagieren in Ratchetts Wagen zu sein. Poirot und Bouc ermitteln gemeinsam, um den Fall zu lösen. Unterstützung erhalten sie von Pierre Michel, einem französischen Schaffner.
Über die Videokassette erfährt Poirot von Ratchetts Beteiligung an der Armstrong-Tragödie in den USA einige Jahre zuvor, bei der ein Baby entführt und anschließend ermordet wurde. Über Satelliten kann eine Verbindung zum Internet hergestellt werden und so recherchiert Poirot weitere Querbezüge der Fahrgäste zum Mordfall des Armstrong-Babys. Beweisstücke und Zeugenaussagen legen darüber hinaus die Existenz eines verdächtigen untersetzten Schaffners mit Glatze nahe, der zum Zeitpunkt des Mordes im Wagon unterwegs gewesen sein soll.
Am Ende seiner Ermittlungen versammelt Poirot alle Fahrgäste im Speisewagen. Er stellt ihnen zwei Theorien zur Lösung des Mordfalls Ratchett vor, von denen die eine sehr plausibel, aber falsch sei. Die andere klinge zwar unglaubwürdig, entspreche jedoch der Wahrheit.

## Produktion
Die Dreharbeiten des Films, der als Koproduktion zwischen ZDF Enterprises und der Daniel H. Blatt Productions entstand, begannen am 6. Februar 2001 in Leeds. Eine Nachbildung eines Orient-Express-Buffetwagens wurde in den neu eröffneten Transformer Studios von Horsforth gebaut, wo der Großteil der Dreharbeiten stattfand. Die Dreharbeiten fanden auch in Kingston upon Hull, Bury und Istanbul statt.

## Besetzung und Synchronisation
Die deutsche Synchronisation erfolgte bei FFS Film- & Fernseh-Synchron GmbH in Berlin. Dialogbuch und -regie führte dabei Joachim Kunzendorf.
| Rollenname         | Schauspieler/in      | Synchronsprecher/in |
| ------------------ | -------------------- | ------------------- |
| Hercule Poirot     | Alfred Molina        | Bernd Rumpf         |
| Bob Aburthnot      | David Hunt           | Lutz Schnell        |
| Caroline Hubbard   | Meredith Baxter      | Karin Buchholz      |
| Helena von Strauss | Amira Casar          | Carola Ewert        |
| Mary Debenham      | Natasha Wightman     | Bianca Krahl        |
| Philip von Strauss | Kai Wiesinger        | Kai Wiesinger       |
| Pierre Michel      | Nicolas Chagrin      | Wilfried Herbst     |
| Samuel Ratchett    | Peter Strauss        | Rüdiger Joswig      |
| Señora Alvarado    | Leslie Caron         | Bettina Schön       |
| Tony Foscarelli    | Dylan Smith          | Eduardo Mulone      |
| Vera Rossakoff     | Tasha de Vasconcelos | Andrea Solter       |
| William MacQueen   | Adam James           | Peter Flechtner     |
| Wolfgang Bouc      | Fritz Wepper         | Fritz Wepper        |

## Veröffentlichung
Der Film erschien am 22. April 2001 im US-amerikanischen Fernsehen. In Deutschland strahlte das ZDF den Film erstmals am 31. März 2002 aus.

## Rezeption
John Leonard von der Zeitschrift New York war trotz des geringen Budgets „überraschend fasziniert“ von der TV-Fassung von 2001: „Das liegt zum Teil daran, dass Molina ein guter Poirot ist – eher melancholisch als albern oder schelmisch, im Schatten einer unglücklichen Liebesbeziehung, größer als gewöhnlich und viel weniger zu übermäßigem Zappeln neigend als ein Finney oder ein Ustinov. [...] Aber auch Stephen Harrigans Drehbuch verdient Anerkennung, da er Agatha mit Sitcoms, Laptops und DNA-Beweisen sowie witzigen Anspielungen auf Ross Perot und eine Dinner-Theater-Inszenierung von Die Mausefalle in Salt Lake City gut auf den neuesten Stand bringt.“
Walter L. Hollmann hingegen erinnert daran, dass Molina durchaus kritisiert wurde für seine Poirot-Verkörperung: „Als im Herbst 2001 die achte Staffel von Agatha Christie’s Poirot Premiere hatte, begann die Zeitung ihre positive Kritik mit dieser Zeile: ‚David Suchet ist der ultimative Poirot … wie Alfred Molina Anfang des Jahres bewiesen hat.‘“ Auch die Übertragung des Romanstoffs in die Gegenwart sieht Hollmann kritisch. Besonders mangele es an der Plausibilität der Internetanfragen durch Poirot: „Es stellt sich heraus, dass eine weitere Passagierin eine ‚Überraschungsverbindung‘ darstellt, weil ... sie in einem Heimvideo der toten Familie, das online verfügbar ist, ganz vorne und in der Mitte zu sehen ist. Es funktioniert. Einfach. Nicht.“
Die Kritik am Jetztzeit-Setting der Handlung dominiert die meisten Rezensionen. Oliver Armknecht, Chefredakteur vom Portal film-rezensionen.de, meint: „Da wurde einfach zu wenig getan, um die neumodischen Elemente zu integrieren, wie der Rest des Films auch ist die Kombination lieblos. Und auch ein bisschen kurios inkonsequent, wenn zwischenzeitlich noch einmal eine VHS-Kassette als Beweismittel bemüht wird.“ Hans Geurts vom niederländischen Cinemagazine findet, die Verlegung der Handlung dieser „eigentlich völlig überflüssigen“ Fassung von 2001 in die Gegenwart, mache „die Anwesenheit aller Charaktere im selben Zug von Istanbul nach Paris im Zeitalter des Flugverkehrs umso unwahrscheinlicher. [...] Es ist äußerst merkwürdig, dass, als Poirot [im Internet] beginnt, nach Hintergrundinformationen zur Familie Armstrong zu suchen, sofort mehrere Filme anklickbar sind, die nicht nur Nahaufnahmen von der Beerdigung der kleinen Daisy, sondern auch Bilder der Leiche von Daisys Vater zeigen. [...] Das größte Verbrechen des Films ist jedoch nicht der Mord an Ratchett, sondern die Vergewaltigung des Basismaterials.“
Neil Worcester schrieb 2017: „Die ganze Angelegenheit ähnelt eher einem Dinner-Theater, als einem Film. [...] Es scheint eine Übung zu sein, wie viel Gewalt man einer etablierten Geschichte antun kann, bevor sie aufhört als das Original gelten zu können.“